# Anna Franczak
Anna Franczak (ur. 15 marca 1935 w Kamionce, zm. 6 grudnia 2010 w Wejherowie) – polska handlowiec i polityk, posłanka na Sejm PRL IX kadencji.

## Życiorys
Córka Piotra i Stefanii. Ukończyła Studium Ekonomiki Transportu w Warszawie. Pracowała w Lubelskich Zakładach Garbarskich oraz w Wojewódzkim Przedsiębiorstwie Hurtu Spożywczego z oddziałem w Kraśniku. Od 1975 zatrudniona w Wojewódzkiej Spółdzielni Spożywców w Słupsku, oddziale w Lęborku, gdzie objęła stanowisko kierownika. Wykonywała mandat radnej Miejskiej Rady Narodowej w Lęborku, należała do miejskiego zarządu Ligi Kobiet Polskich. W 1985 uzyskała mandat posłanki na Sejm PRL IX kadencji z okręgu Słupsk. Zasiadała w Komisji Rynku Wewnętrznego i Usług.
Otrzymała Medal 40-lecia Polski Ludowej.
Pochowana na cmentarzu parafialnym w Lęborku.